# E-mu Emulator II
L'Emulator II és un model de sampler fabricat per la marca nord-americana E-mu Systems; aparegué per juny de l'any 1984 i representà un important salt qualitatiu cap endavant respecte del seu predecessor, l'Emulator I.

## Història
Cap a la tardor de 1983 començaren els treballs d'un equip de desenvolupament format per Dave Rossum i Tom Moxon, als quals s'hi afegirien posteriorment Dana Massie, Donna Murray i Alan Goldwater. Tot l'equip va fer contribucions al model final, que se centraren en la solució d'alguns problemes de l'Emulator I (com la qualitat de mostreig i de reproducció). Si bé l'Emulator II té la mateixa resolució que l'Emulator I (8 bits i 27 kHz de freqüència de mostreig), l'EII era capaç de reproduir els samples amb una resolució de 14 bits, que donava com a resultat un so més nítid i més ric en matisos. Nous xips permetien de millorar els canvis de to, ajustant la freqüència de reproducció en funció de la nota desitjada. A aquestes millores se'ls afegiren un filtre analògic (VCF) amb controls de freqüència de tall i ressonància, un seqüenciador de 8 pistes, més memòria, noves funcions d'edició i un teclat de 61 tecles.
E-mu Systems havia cancel·lat la producció de l'Emulator I a la tardor de 1983, confiant de tenir el nou model a punt a principis de 1984; però la complexitat del projecte i diversos problemes tècnics anaren ajornant la presentació definitiva de l'instrument. E-mu Systems pogué aguantar durant un temps gràcies a les bones vendes de la caixa de ritmes Drumulator, però aquestes començaren a disminuir amb l'aparició de nous models com l'Oberheim DMX. Tots aquests factors posaren en perill l'estabilitat financera de la marca, que a mitjans de 1984 estava greument amenaçada. Tanmateix, el model tingué una bona acollida entre els músics professionals durant el seu període d'existència, fet que possibilità la recuperació de la companyia.
S'editaren diverses versions de l'Emulator II entre el 1984 i el 1987, any en què el model fou substituït per l'Emulator III. Les millores estaven dedicades principalment a augmentar la seva capacitat de memòria.

## Característiques tècniques

### Versió bàsica
- Resolució de mostreig: 8 bits, 27 kHz.
- Temps màxim: 17,6 segons.
- Memòria de mostreig: 512 KBytes.
- Emmagatzematge: disquets de 5,25 polzades.
- Polifonia de 8 notes.
- Teclat de 61 tecles.
- Seqüenciador de 8 pistes.
- Filtre: analògic quadripolar (24 dB per octava), amb controls de freqüència de tall i ressonància.
- Control: MIDI, SMPTE, interfície RS422 (a més, es pot connectar a ordinadors com l'Apple II).
- Data de llançament: 1984.
- Preu inicial: 10000 dòlars.

### Emulator II+
Aquest model afegia una disquetera doble i dos bancs de memòria de 512 KBytes cadascun, d'accés independent (no podien utilitzar-se tots dos alhora). Aparegué el 1985.

### Emulator II+HD
L'EII+HD incorpora un disc dur intern de 20 MB en substitució de la segona disquetera. Aparegué a finals de 1985.